# Gandzasar Kapan FC

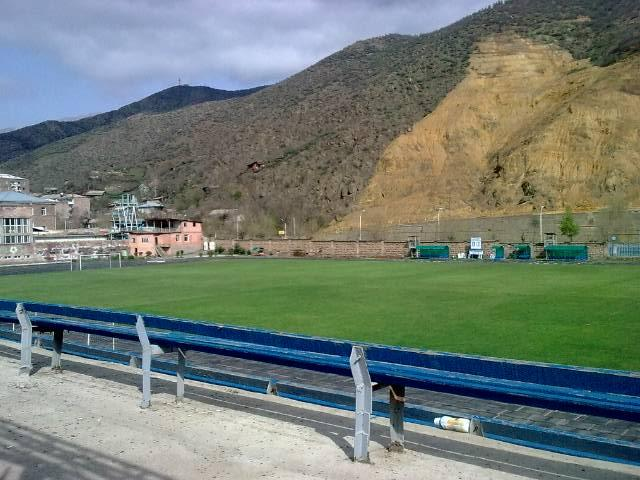
El Gandzasar Stadium, sede del Gandzasar FC.

El Gandzasar Kapan Football Club (en armenio: Ֆուտբոլային Ակումբ Գանձասար Կապան) es un equipo de fútbol de Armenia que compite en la Primera Liga de Armenia, la segunda división de fútbol en el país.

## Historia
Fue fundado en 1963 en la localidad de Kapan como Lernagorts Kapan. Su nombre actual significa Tesoro de la Montaña. El equipo ha tenido varios nombres, los cuales han sido:
- 1963 - 1989: Lernagorts Kapan
- 1989 - 1990: FC Kapan
- 1991 - 1993: Syunik Kapan
- 1995 - 1996: Kapan-81 Kapan
- 1997 - 2004: Lernagorts Kapan
- 2004 - presente: Gandzasar Kapan

## Palmarés
- SSR Armenia League: 1

1991
- SSR Armenia Cup: 1

1963

## Participación en competiciones de la UEFA
| Temporada | Torneo             | Ronda             | Club        | Casa | Visita | Global  |  |
| --------- | ------------------ | ----------------- | ----------- | ---- | ------ | ------- |  |
| 2009–10   | UEFA Europa League | 2ª Clasificatoria | NAC Breda   | 0–2  | 0–6    | 0–8     |  |
| 2012–13   | UEFA Europa League | 1ª Clasificatoria | EB/Streymur | 2–0  | 1–3    | 3–3 (a) |  |
| 2012–13   | UEFA Europa League | 2ª Clasificatoria | Servette    | 1–3  | 0–2    | 1–5     |  |
| 2013–14   | UEFA Europa League | 1ª Clasificatoria | Aktobe      | 1–2  | 1–2    | 2–4     |  |
| 2017–18   | UEFA Europa League | 1ª Clasificatoria | Mladost     | 0–3  | 0–1    | 0–4     |  |
| 2018–19   | UEFA Europa League | 1ª Clasificatoria | Lech Poznań | 2–1  | 0–2    | 2–3     |  |

### Récord europeo
| Torneo             | Juegos | G | E | P  | GF | GC |
| ------------------ | ------ | - | - | -- | -- | -- |
| UEFA Europa League | 12     | 2 | 0 | 10 | 8  | 27 |

## Entrenadores
| - Vladimir Petrosyan (1990) - Felix Veranyan (1991–92) - Vladimir Petrosyan (1992–93) - Felix Veranyan (????–00) - Garnik Asatryan (2000–01) - Arsen Chilingaryan (2001) - Avetik Sarkisyan (2001–02) - Samvel Nikolyan (2002) - Garnik Ohanjanyan (2002–03) - Vardan Javadyan (2003–04) - Albert Sarkisyan (200?-07) - Souren Barseghyan (2007) | - Abraham Khashmanyan (2007) - Samvel Petrosyan (2007–09) - Slava Gabrielyan (2010) - Albert Sarkisyan (2010) - Abraham Khashmanyan (2010–12) - Samvel Sargsyan (Mayo 2012–Setiembre 2012) - Sevada Arzumanyan (Octubre 2012–Abril 2014) - Serhiy Puchkov (Abril 2014 – Diciembre 2014) - Ashot Barseghyan (Marzo 2015 – Julio 2017) - Karen Barseghyan (Julio 2017 – Marzo 2018) - Ashot Barseghyan (Marzo 2018 – Abril 2019) - Armen Petrosyan (Mayo 2019 – ) |

## Jugadores

### Jugadores destacados
- Vladimir Matić
- Arkadi Chilingaryan
- Roman Berezovsky
- Edgar Safaryan
- Albert Sarkisyan